# Kančil stříbrohřbetý
Kančil stříbrohřbetý, někdy také kančil šedohřbetý (Tragulus versicolor), je vzácný druh sudokopytníka z čeledi kančilovitých. Poprvé popsán byl v roce 1910 v okolí města Nha Trang na jihu Vietnamu. Od té doby byl pozorován pouze několikrát. Jeden exemplář byl objeven ve sbírce zoologického muzea Lomonosovovy univerzity pořízené mezi lety 1978 až 1993. Kvůli odlesňování jedné z lokalit výskytu a zvýšenému lovu nebylo jasné, zda mezitím nevyhynul. V roce 2018 potvrdil výzkum biologů (Nguyen, Tran, Hoeng, et al.) ve vytipované lokalitě kolem města Nha Trang výskyt kančila stříbrohřbetého pomocí fotopastí. Pořízené fotografie byly zároveň prvními snímky kančila ve volné přírodě.

## Popis
Kančil stříbrohřbetý je nejmenším známým kopytníkem. Od rozšířenějšího druhu kančila menšího (Tragulus kanchil) se kančil stříbrohřbetý liší dvoubarevnou srstí – v přední části těla (hlava, přední končetiny) pískově hnědou a řidší a vzadu od stříbrné po šedou. Srst na břiše má bílou.